# Adam Holzman (klávesista)
Adam Holzman (* 15. února 1958) je americký hudebník – hráč na klávesové nástroje. Narodil se v New Yorku jako syn Jaca Holzmana, zakladatele hudebního vydavatelství Elektra Records. Počátkem osmdesátých let byl členem skupiny The Fents. V roce 1985 zahájil spolupráci s trumpetistou Milesem Davisem, která trvala čtyři roky. Během své kariéry spolupracoval s mnoha dalšími hudebníky, mezi něž patří například Michel Petrucciani, Wallace Roney, Grover Washington a Lenny White. Rovněž vydal několik vlastních alb.